# بيرسي أندرسون
بيرسي أندرسون (بالإنجليزية: Percy Anderson)‏ هو قاضي ومحامي أمريكي، ولد في 31 يوليو 1948 في لونغ بيتش في الولايات المتحدة.